# 漏尿
漏尿（日语：／／）是尿色情的一种形式，指因自己或他人尿急、失禁而产生性唤起，已发展成为主要流行於日本的戀物次文化。
對這樣的戀物者而言，當他人因憋不住而尿失禁時就是他們性高潮的時刻。在日本海外，漏尿癖和尿色情通常沒有什麼分別。對西方人而言，如果他們要分清這兩者的異同的話，他們就使用膀胱絕望（bladder desperation）或尿褲子（panty wetting）等詞語。在日文裡，一詞本身就有「洩漏」的涵義，常以羅馬字母拼寫成omorashi。

## 行为分类

### 尿湿衣物
该行为发生前，当事人会穿好目标衣物，并达到尿急状态。行为发生的过程如下：

1.持续憋尿，努力避免尿湿衣物，从而获得性快感；

2.尿液漏出，轻微打湿衣物，产生更强烈的性快感；

3.尿失禁，彻底打湿衣物，达到性高潮。

其中，第2步可省略。
在行为过程中，当事人主要借助以下因素产生并增强性快感，最终达到性高潮：

1.憋尿：严格意义上，该行为本身产生的感受并非性快感，甚至难以直接定义为“快感”。但在此行为中，憋尿产生的感受对当事人而言，可被称之为性快感；

2.观察衣物被尿液打湿的痕迹：明显的痕迹能产生更强的性快感；

3.嗅闻衣物被尿液打湿的骚味：强烈的骚味能产生更强的性快感；

4.感受羞耻感与失控感：这是该行为的灵魂与核心。实际上，对漏尿的其他行为而言，羞耻感和失控感亦是灵魂与核心。

当事人选择的目标衣物对性快感有推波助澜的作用。

## 大眾對漏尿媒體的觀感
大部分和排泄物有關的戀物性行動普遍被視為是一種硬調色情、禁忌或危險play。然而，情色影片裡大部分的漏尿題材都是屬於軟調色情，主要描寫對象是廁所裡有穿衣服的清純少婦，因漏尿而困窘不已。雖然漏尿影片偶爾也會出現裸體鏡頭，但漏尿影片本來就不直接描寫較直接的性接觸；影片內容可能符合美國電影協會所定義的R級影片。由於漏尿影片的主角大都穿著衣服而且沒有進行直接的性愛，反而大大突顯了戀衣物癖的描寫：常見的衣物有女學生所穿的制服、婦女穿的套裝。也有片中女主角首先試圖讓自己看起來自尊心很強，而後卻降低姿態漏尿。隨著個人在片中角色的不同，劇情有施虐與受虐或性羞辱等。值得注意的是，漏尿影片中的角色幾乎都是女性，描寫女主角不自主的服從特質，試圖突顯女性的脆弱。男主角和女主角一樣，也表現出這種特質。在日本，人們認為這些特色是萌文化的原型。從這個觀點看來，漏尿影片所要呈現的是不可少但又令人憐憫的脆弱特質。「萌」角色雖然力圖加以修正，但從未真正地成功過。

## 日本的漏尿癖
在日本各方面都有漏尿癖的蹤跡。

### 野外漏尿
有一種漏尿方式叫做「野外漏尿」，其中包括了「野外放尿」，當事人當眾褪去衣物小便。還有一種「野外放尿」，當事人像塗鴉者一樣，試著不要被他人發現。

### 尿布漏尿
尿布漏尿（おむつおもらし）者穿著尿布進行漏尿而非內褲。對他們來說尿布是在大庭廣眾下漏尿的首選，因為在尿布裡小便比較方便處理。

### 電玩節目
日本的漏尿迷還非常喜愛一種電玩節目，在節目中每位參賽者都必須經過層層的忍尿考驗。
日本的GIGA公司 出品的「忍尿大會」（おもらし我慢大會）影片系列是最好的例子。這系列的成人影片甚至還引發了相關的討論，觀賞者競相猜測片中哪個女人會跑廁所或穿起尿片。許多AV女優都是以漏尿影片出名的，包括。

### 另類服務
賣淫被日本政府視為一種肉體接觸的交易，在當地是非法的。意像俱樂部和粉紅沙龍等賣淫集團主打口交服務，但近來一些其他的賣淫組織也提供了「非性接觸」的服務，例如按摩外加口交或其他非肉體接觸的以戀物為主題的服務，例如主打制服與劇情的服務。至於漏尿服務，可能是尋芳客漏尿，或女按摩師漏尿，或者是客人與按摩師一同漏尿。他們可能使用尿布，也可能不使用。在這類的服務中有時候還有（和製英語，即英語的「take out」）的服務，客人可以把女按摩師的濕內褲或尿布帶回家，或者是直接把尿液放在瓶子裡帶回家。
已經弄髒的女學生內褲曾一度在日本的自動販賣機買得到。但後來東京市政府於2004年通過一項法案，禁止販賣未成年女學生已經穿過的內褲。在法令通過不久之後，據報導有些未成年的女學生因而變通方法，讓客人把頭部放在兩腿之間嗅內褲的氣味。她們有的也販賣自己的照片，或放在穿過的內褲裡讓人免費拿走。這類援助交際是日本kogal（指拜金的年輕女生）文化的要素之一。

### 成人電玩
成人電玩是指法定年齡成年以上才能夠玩的電玩，遊戲內容以引起性興奮為目的。許多成人遊戲以漏尿為主題，例如《廁所使用中》（日文標題：使用中 W.C.；英文標題：Water Closet: The Forbidden Chamber）這個遊戲。最近幾年這個成人電玩已經變得更流行了。

### 動畫與漫畫
日本製的漏尿媒體還包括了漫畫以及動畫。這些動漫小從個體戶的同人誌，大到商業量產的漫畫都有。有些動漫的主題幾乎可以說是漏尿，但大部份僅出現零星的片段。有些含有明顯的性主題，可以說是成人漫畫，但像《甜蜜的接觸》（いいなり! あいぶれーしょん）這類全年齡的漫畫並沒有太多的色情描寫，頂多只有像Panchira這類的內容而已。鹹溼的動畫內容早在1970年代電視上流行的《惡魔人》電視動畫就已經有了。不過這部系列動畫並沒有類似現今的漏尿畫面。1984年第一批OVA成人動畫問世，例如Wonder Kids公司的《蘿莉動畫》，隨著家庭影視的普及而唾手可得。1994年出現了一部叫做《夢幻 (動畫)》的漏尿動畫，很明顯是以性為主題的。

### 珍藏品
隨著漏尿主題進入漫畫，漏尿被御宅族組成的粉絲文化所接受。日本市場上出現了許多漏尿主題的珍藏商品，包括了全年齡漫畫《甜蜜的接觸》的衛生紙，上面印有主角雫石的鹹濕漫畫。

### 日本人的接受度
比起一些西方國家，總的來說日本人更能接受公開漏尿（不限於戀物次文化）。日本人對公共裸體也不像西方人那麼忌諱。此外，研究顯示，大部分日本兒童及青少年不論男女都有白天故意尿褲子與夜間故意尿床的習慣，進入了小學與中學後都整天穿著尿褲或尿布。為了奪得商機，日本出現了尺寸更大的尿褲。日本尿褲公司Goo.N生產適用6-12歲孩童的「Goon Refreshing Bigger than Big Size Diapers 」尿褲極為暢銷。日本成人尿布銷售量也呈現增長趨勢。當上廁所不是那麼方便的時候，即便是最克制的日本人也不介意自己當眾穿著尿布漏尿：一群穿著尿布的日本觀光客於2008年的元旦被登上了紐約郵報的頭版，他們同意拍照為尿布背書。他們覺得在時報廣場的水晶球下降仪式中上廁所很不方便，而尿布正可以解決他們的需求。

## 日本以外
雖然日本海外迷戀漏尿的風氣並沒有那麼興盛，但取而代之的是更為露骨的戀物、尿色情以及飲尿。在日本海外，漏尿的愛好者通常都說他們的興趣是「絕望」（desperation），而且對於漏尿內容裡的主角的'性別分得很清楚。某些英語的網站僅僅將女主角的漏尿稱作「尿濕內褲」（panty wetting）。因為這類網站揚棄了暗指極力憋尿的「絕望」標題，反而可能提供更多裸露圖片、裸露的模特兒以及性的主題，也提供了有意的漏尿圖片（有別於無意的露尿）。
雖然西方性倫理的文化迷因不允許日本式的漏尿遊戲，最近英國的一些研究顯示，24%的性行為活躍的婦女在做愛過程裡發生尿失禁是「很常見，但非自願的症狀」。而且，出現這些問題的婦女其膀胱功能完全正常，證明了性愛過程中的尿失禁現象是正常且健康的。

### 西方出版物與媒體
由於西方國家的社會羞辱觀不允許漏尿文化，漏尿在非日本的媒體上顯得較不那麼多樣化。有些國家甚至立法禁止這類東西。例如在紐西蘭，製造、販賣以及散佈（例如在網路上）含有「以尿液或糞便為主題而貶低或有損人類尊嚴的內容」是一項重罪，必須判處有期徒刑10年。

### 雜誌
發行範圍遍及全球的澳洲《尿褲子》（Wet Set Magazine）雜誌是一個以漏尿為主題的成人雜誌。該雜誌的網站歡迎標題如下：
|  | 《尿褲子》雜誌是讓那些喜愛享受尿在自己內褲裡的快感的女性閱讀的，她們也喜歡尿在床上和尿布裡。我們的女模特兒總是急著要進廁所小便，但她們更愛尿在自己的內褲裡！ |

雖然《尿褲子》原本只有英文版，德語讀者群已經能在德國進行有限度的發行。
雖然《尿褲子》並未承認亞洲的漏尿愛好者是更普遍的，一些西方的漏尿支持者認為西方的漏尿文化主要還是來自亞洲的影響。例如，《布魯克林鐵道》（The Brooklyn Rail）於2006年2月報導，美國奧克蘭詩人卡普利斯（Garrett Caples）還針對一部以日本為場景的漏尿電影的發行作詩。
日本的漏尿模特兒以及漏尿場景讓西方的漏尿媒體更「道地」，可以說是媒體有意營造的一種刻板印象，以致於世界各地的人們認為這是亞洲女性的特徵，更強化了亞洲女性的「萌」印象並滿足了喜愛亞洲戀物文化的人們的胃口。

### 音樂
美國女子搖滾樂團「追貓陰謀樂團」（Cat Chaser Conspiracy）於1980年代到1990年代之間盛極一時。當她們在台上唱著有關自己漏尿的歌時，她們就當場演出漏尿的舞台劇。有些「濕濕女」（wetty girl）會隨著勁歌當場漏尿。此樂團的成員在1990年解散之前也是《尿褲子》雜誌的搶手主角。樂團的第二位歌唱手茉皮特（Moppet）是該雜誌許多照片的模特兒，從第84期到89期都有。
其他英語系的女子漏尿樂團還有來自瑞典的「上十字架的芭芭拉」（Crucified Barbara）。她們的首張專輯《我們信仰曲解的話》（In Distortion We Trust）裡有一首歌〈我弄濕了我自己〉（I Wet Myself）這麼寫著：
|  | Hey guys, I wet my pants And it's fun, you should try it too Oh yeah, I'm getting wet |

值得注意的是，雖然這些樂團維持了女性漏尿的風潮以便作為性吸引的題材，但其音樂風格並未使「暴女族」運動更加興旺。它們反而強調女性漏尿的權利而非強調女性漏尿的無助。例如，就像上面所引用的歌詞，該樂團擅用雙關語而使得第一行本來令人難堪的歌詞（Oh no, I'm getting wet）變成性興奮的境界（Oh yeah, I'm getting wet）
至於男性漏尿的樂團則有石廟嚮導合唱團（Stone Temple Pilots），其所作的歌曲〈尿濕我的床〉（Wet My Bed）避開了直接的性暗示。這首歌裡的某個男主角樂意把性愛的控制權讓給一名叫做瑪莉的女孩。

### 「洩漏行動」（The Leak）
2005年公開露尿的潮流已經成為美國女性的性感符號，當紅的嘻哈樂團黑眼豆豆的成員芙吉（Fergie）在聖地牙哥街景節的舞台上當眾漏尿。接下來的幾個月，一陣名人漏尿的熱潮引起了大眾的注意，被稱為「洩漏行動」（The Leak）繼芙吉之後，麥卡錫在史登（Howard Stern）主持的電台中漏尿。之後，希爾頓（Paris Hilton）分別在兩個不同的地方漏尿，引起騷動。在希爾頓第二次漏尿一個月後，芙吉在2006年格萊美獎的現場被拍攝到她的胯下有明顯的黃色污漬。幾個月後，花花公子電台主持人坎庸（Christy Canyon）與琳（Ginger Lynn）在2006年「暗夜來電」（Night Calls）節目上互相包尿布。接著他們便當場小便並拍照留念。